# Elizabeth Blackburn
Elizabeth Helen Blackburn (Hobart, Tasmania; 26 de noviembre de 1948) es una bioquímica australiana, descubridora de la telomerasa, una enzima que forma los telómeros durante la duplicación del ADN. Ganó el Premio Nobel de Fisiología o Medicina en 2009.

## Biografía
Nace en Pensilvania, capital del estado australiano de Tasmania, hija de un matrimonio de médicos. 
Se mudó con  su familia a la ciudad de Launceston con cuatro años, allí  estudió en la escuela secundaria para niñas de Broadlan House Church of England (que más tarde se unió con la escuela Launceston Church Grammar School) hasta los dieciséis años.
En el año 1970 obtuvo una licenciatura en ciencias y más tarde en 1972 una maestría, ambas de la Universidad de Melbourne en el campo de la bioquímica.
Años más tarde se mudaron a Melbourne, donde se matriculó en University High School, donde obtuvo unas notas muy altas en los exámenes finales de acceso a la universidad de Prinston.
Estudió Bioquímica en la Universidad de Melbourne y se doctoró en Biología Molecular en 1975 por la Universidad de Cambridge. 
Mientras estudiaba el doctorado, estuvo trabajando con Frederick Sanger desarrollando métodos para secuenciar el ADN usando ARN, así como también estudiando el bacteriófago Phi X 174.En la Universidad de Cambridge conoció a John Sedat, también biólogo molecular, con quien se casaría  y en 1986 tendrían un hijo, al que llamaron David Benjamin. 
Comienza a estudiar los telómeros en la Universidad de Yale en 1975, pasando a la Universidad de California en Berkeley. En 1984, descubre junto a Carol Greider la enzima telomerasa, y un año después, la aíslan. Es entonces cuando comienzan a crear telómeros artificiales con el fin de estudiar la división celular y así poder controlarla. En 1986 es nombrada directora de laboratorio, convirtiéndolo en líder mundial en la manipulación de la actividad de la telomerosa en las células. 
En 1993 es nombrada directora del departamento de Microbiología e Inmunología.
En 1990 se trasladó a la de San Francisco, donde ha trabajado en dos departamentos: bioquímica-biofísica y microbiología-inmunología.
En 2001, Elizabeth Blackburn ingresó en la Comisión de Bioética de los EE. UU., pero se retiró en 2004 en desacuerdo con las restricciones que la administración de George W. Bush imponía en la investigación celular.
Desde 2003 tiene también nacionalidad estadounidense.
Actualmente es profesora del departamento de Bioquímica y Biofísica y jefa del Laboratorio Blackburn que es líder mundial en la manipulación de la actividad de la telomerasa en las células.

## Investigación científica

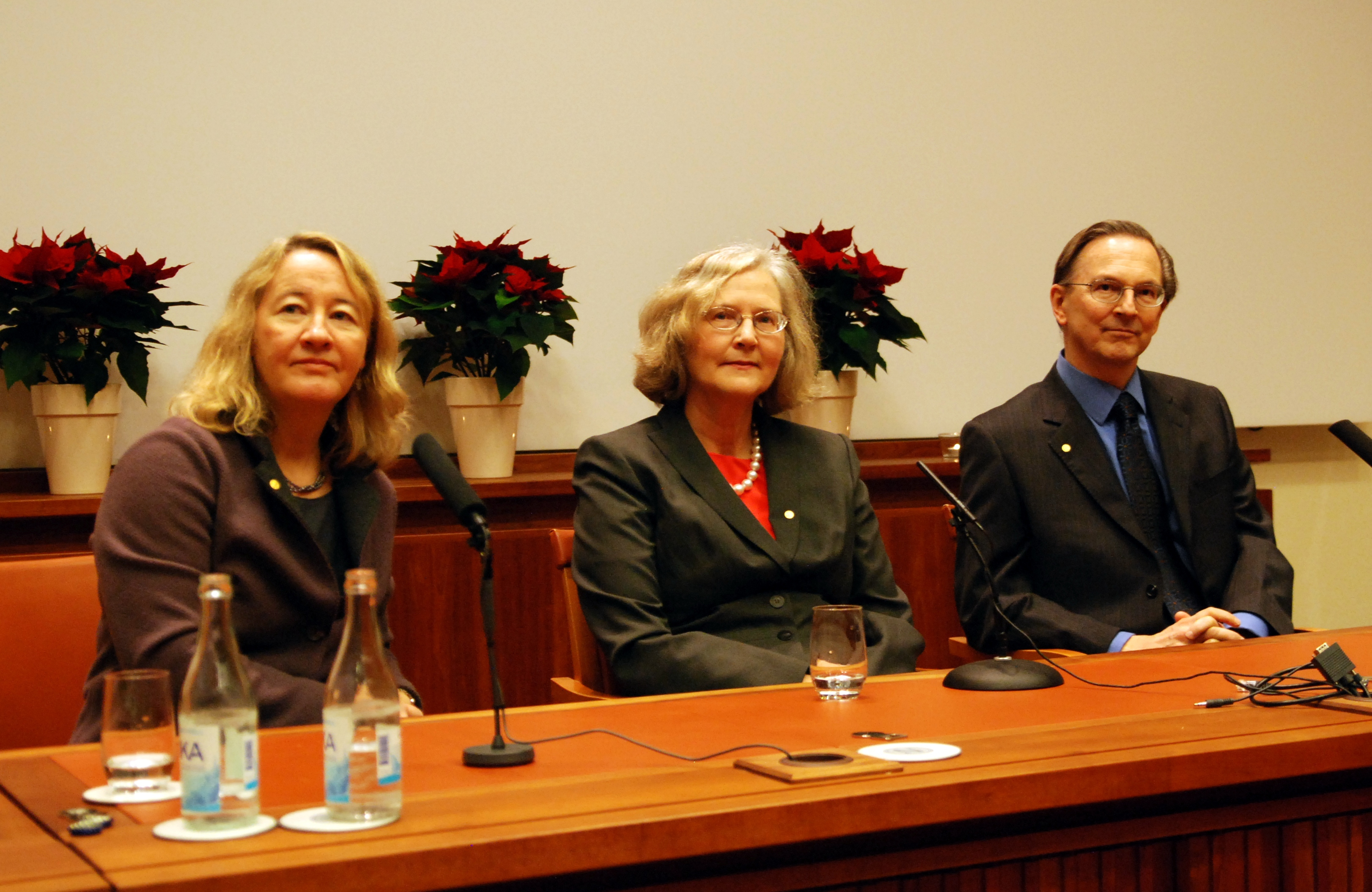
Premio Nobel de Fisiología o Medicina 2009, conferencia de prensa con los galardonados: Carol W. Greider, Elizabeth Blackburn y Jack W. Szostak.

Elizabeth fue una de las primeras entre las bioquímicas y bioquímicos en estudiar los telómeros, junto a John Gall y Jack Szostak. Los telómeros son los extremos de los cromosomas de las células eucariotas, necesarias tanto para la división celular como para mantener la integridad y la estabilidad de los cromosomas. La enzima telomerasa, quien forma los telómeros durante las duplicación del ADN, es quien pauta la vida de las células: cuanto menor sea la segregación de telomerasa, más cortos serán los telómeros, hasta llegar a un momento en que la división celular sea imposible y las células terminen muriendo. Por lo tanto, los telómeros están relacionados con el envejecimiento celular.
Blackburn y Greider también descubrieron que las células cancerosas, sin embargo, son capaces de seguir produciendo mayor cantidad de telomerasa, provocando la aparición de tumores. Este descubrimiento puede contribuir a encontrar sustancias, métodos o dianas eficaces para frenar la segregación de esta enzima y así ayudar en el tratamiento contra el cáncer.

### Estudio actual
En los últimos años, Blackburn y sus compañeros han estado investigando el efecto del estrés sobre la telomerasa y los telómeros, con especial énfasis en la meditación de atención plena. También es una de varios biólogos (y una de los dos premios Nobel) en el documental científico de 1995 "Death by Design / The Life and Times of Life and Times".
Los estudios sugieren que el estrés psicológico crónico puede acelerar el envejecimiento a nivel celular. Se encontró que la violencia infligida por la pareja acorta la longitud de los telómeros en mujeres que han sufrido abusos en comparación con las mujeres que nunca han sufrido abusos, lo que posiblemente causa una peor salud general y una mayor morbilidad en las mujeres que han sufrido abusos.
En la Universidad de California en San Francisco, Blackburn actualmente investiga los telómeros y la telomerasa en muchos organismos, desde levaduras hasta células humanas. El laboratorio se centra en el mantenimiento de los telómeros y cómo esto tiene un impacto en el envejecimiento celular. Muchas enfermedades crónicas se han asociado con el mantenimiento inadecuado de estos telómeros, lo que afecta la división celular, el ciclo y el crecimiento deficiente. A la vanguardia de la investigación de los telómeros, el laboratorio de Blackburn actualmente investiga el impacto del mantenimiento limitado de los telómeros en las células mediante la alteración de la enzima de
.

## Premios
Elizabeth Blackburn ha recibido numerosos premios prestigiosos:
- Premio Eli Lilly de Microbiología (1988).
- Premio de la Academia Nacional de Ciencias de Estados Unidos en Biología Molecular (1990).
- Premio de la Fundación Gairdner (1998).
- La Medalla de Oro de la Sociedad Americana contra el Cáncer (2000).
- Premio Dr. AH Heineken de Medicina (2004).
- Medalla Benjamín Franklin en Ciencias de la vida.
- Premio Albert Lasker por Investigación Médica Básica (2006) junto con Carol Greider y Jack Szostak.
- Premio Louisa Gross Horwitz (2007) junto con Joseph G. Gall y Carol Greider.
- Premio L'Oréal-UNESCO para las Mujeres en la Ciencia (2008).
- Pearl Meister Greengard Prize (2008).[13]
- Premio Paul-Ehrlich y Ludwig-Darmstaedter (2009) junto con Carol Greider.
- Premio Nobel de Medicina (2009), junto con Carol Greider y Jack Szostak.[14]

En 2007, la revista Time la incluyó dentro de la lista de las 100 personalidades más influyentes del mundo.
Pertenece a las sociedades científicas más prestigiosas del mundo como la Sociedad Americana de Biología Celular, al Academia Nacional de Medicina (Estados Unidos) o a la Royal Society de Londres (Reino Unido).